# 石神遺跡

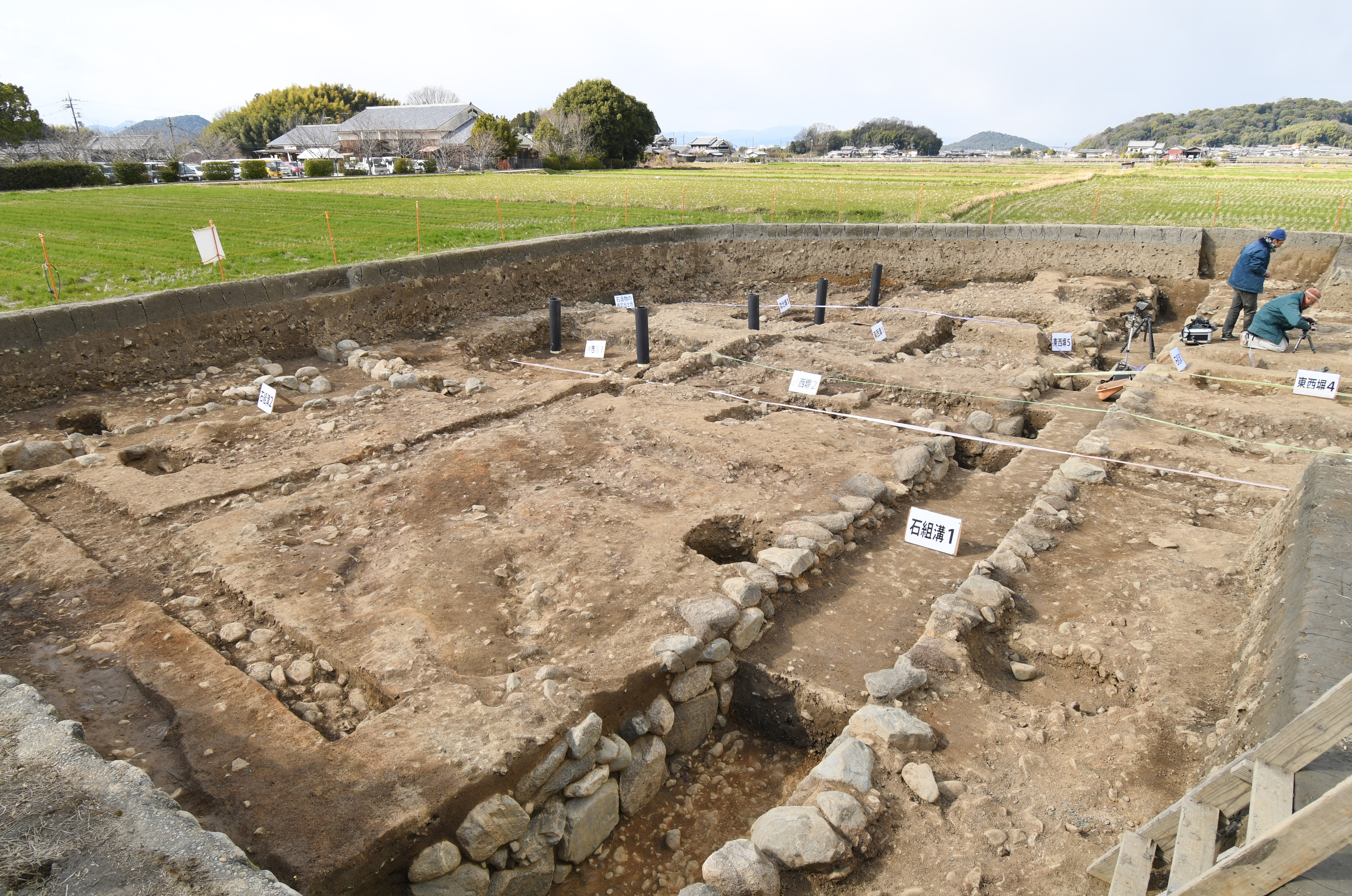
石神遺跡 第1次調査区2024年の再発掘時。1902-1903年に調査区内の中央左奥付近で石人像・須弥山石が出土した。

石神遺跡（いしがみいせき）は、奈良県高市郡明日香村にある飛鳥時代の遺跡。

## 概要
飛鳥寺の北西一帯、水落遺跡に隣接しており、斉明天皇や天武天皇など複数の時代の遺構がある。斉明天皇の頃は東西の区画になっており、西側は日常生活の場、東側は掘立柱建物と共に井戸や石溝が配置されており迎賓館や饗宴施設と推定されている。

## 歴史
- 1902年（明治35年）-1903年（明治36年）の発掘で、須弥山石と石人像が出土した。この2つは飛鳥資料館に移設展示されている。
- 1981年（昭和56年）から本格的な発掘調査が始まる。
- 2009年（平成21年）7月、発掘調査で620年-630年頃に建てられたと見られる寺院の瓦などが出土した。この年度の第21次調査をもって発掘調査は一旦終了となり、遺跡は埋め戻された[1]

## 周辺
- 水落遺跡
- 甘樫丘
- 飛鳥寺
- 飛鳥板蓋宮